# Бер, Михаэль
Михаэль Бер (нем. Michael Beer; 19 августа 1800, Берлин — 22 марта 1833, Мюнхен) — немецкий драматург и поэт.

## Биография
Михаэль Бер родился в богатой еврейской семье. Брат астронома Вильгельма Бера и композитора Джакомо Мейербера. Изучал историю и философию в Берлине и Бонне и для довершения своего образования в 1817—1823 годах много путешествовал по Италии и Франции. В 1819 году инициировал создание ассоциации «Verein für Cultur und Wissenschaft der Juden», целью которой провозгласил борьбу за предоставление евреям равных интеллектуальных и культурных прав с немцами. В последние годы жизни часто жил в Париже. Умер от неврастении, был похоронен на еврейском кладбище.
В 1819 году он написал свою первую трагедию «Klytämnestra», имевшую успех на берлинской сцене. Другая его трагедия, «Der Paria», имеющая предметом положение евреев, удостоилась одобрения Гёте. Но лучшим его произведением считается трагедия «Struense», которая подала даже повод к дипломатической переписке, но по повелению баварского короля была поставлена в Мюнхене. В Италии им был написан также сборник элегий. Бер финансово поддерживал нескольких молодых художников, а значительную часть своего состояния завещал Берлинской академии наук.